# 赤司繁太郎
赤司 繁太郎（あかし しげたろう／はんたろう、1873年9月17日-1965年1月9日）は、日本のキリスト教伝道者。
福岡県久留米出身。号は嚼花。1887年上京、東京英語学校入学。1889年東京専門学校に入り、ドイツ普及福音教会のスピンナー・シュミーデルに接し、宗教家を志す。1890年普及福音教会の神学校入学、翌年ユニバーサリストの神学校に入り1894年卒業。1906年成美英語女学校の校長となった。1908年木下尚江と雑誌「新天地」を発行。1909年ユニバーサリスト教会を離脱、自由キリスト教会として東京・東郷坂に普及福音教会を設立した。

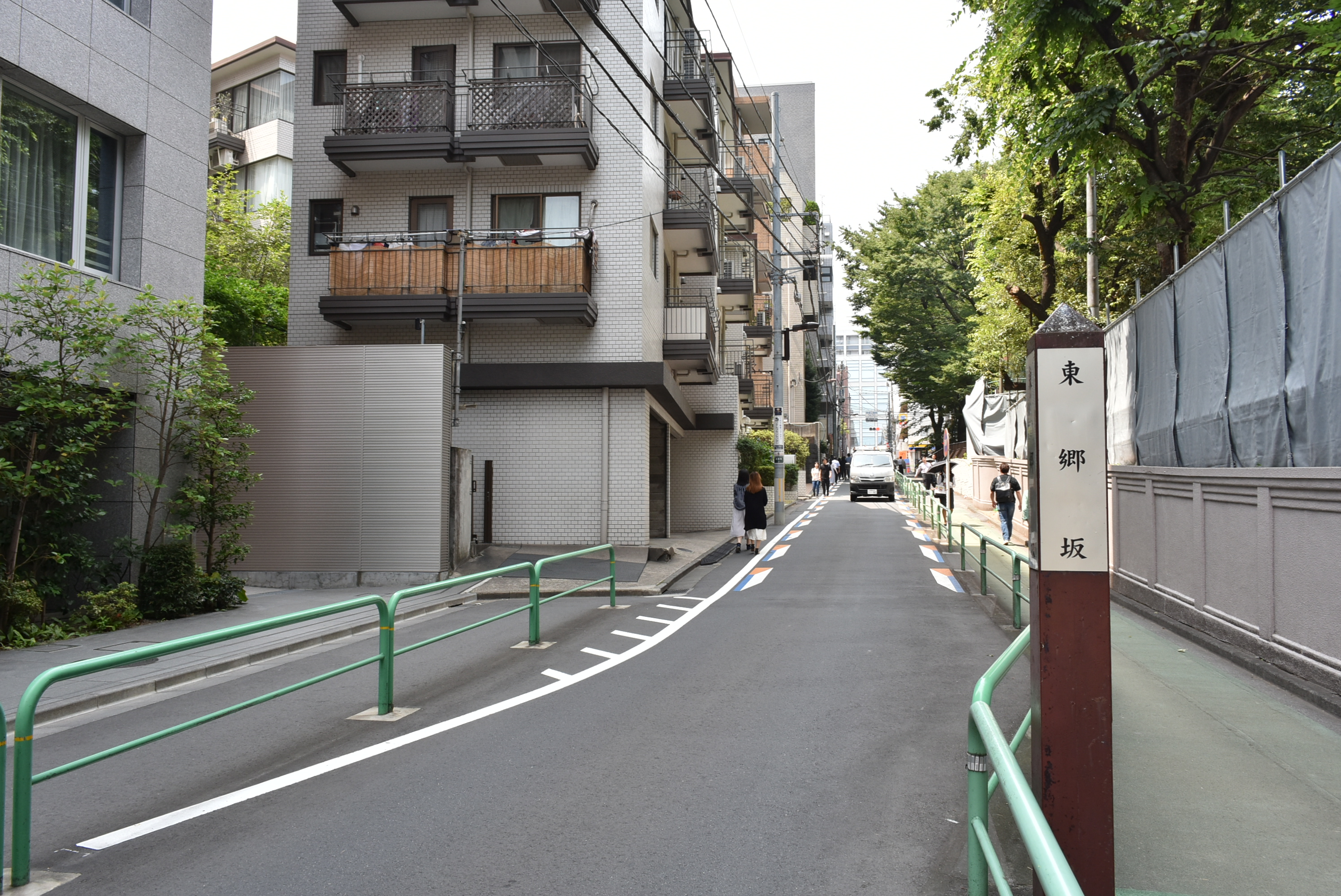
千代田区三番町 東郷坂（2018年6月26日撮影）

## 著書
- 『烈真具』一二三館 1893
- 『悲める人に』世光社 1905
- 『青年の修養』一二三館 1909
- 『人生の疑義』千代田書房ほか 1910
- 『霊乎肉乎』警醒社 1910
- 『英和・和英鉄道会話』ピー・エーチ・ダッヂ閲 丁未出版社 1912
- 『男女両性の愛』日高有倫堂 1912
- 『鉄道英語』北文館 1920
- 『英和陸海軍兵語辭典』丸善 1923
- 『解り易くせる最新英文法』富文堂書店 1930
- 『活用自在和文英訳基礎単語』正昭社 1936
- 『最新英文法講義』正昭社 1936
- 『純正基督教』実践教育会 東郷坂叢書 1942

### 翻訳
- 『天馬 神話梗概』赤司繁太郎 (嚼花),石田元季(春風) 編 岡崎屋書店 1902
- 『霹靂 北欧神話』石田元季共編 金港堂 1902
- ホメロス『さすらひ オヂッセ梗概』赤司繁太郎(嚼花),石田元季(春風)編 金港堂 1904
- ホメロス『楯の響 イリアッド梗概』赤司嚼花,石田春風編 金港堂 1904
- ニコライ・ニコライエヴイツチ・ゴロー[ヴァ]ン『今日の太平洋問題』大日本文明協会事務所 1923